# Lursjön
Lursjön is een meer in het noorden van het Zweedse landschap Skåne. Het meer ligt iets ten westen van Broby. Er liggen verschillende plaatsen aan het meer waarvan Hästveda het grootst is. 
Het meer heeft een oppervlakte van 3,4 km², ligt 55 meter boven de zeespiegel en is maximaal 10,6 meter diep. Aan de west oever van het meer ligt een plaats, die speciaal is ingericht om er te zwemmen. Er liggen verschillende eilanden in het meer. De omgeving van het meer bestaat vooral uit bos.
In het meer leven de volgende vissen: blankvoorn, snoek, paling, brasem, zeelt, snoekbaars en baars.